# Домбровський Юрій Йосипович
Домбровський Юрій Йосипович (рос. Домбровский, Юрий Осипович; 29 квітня (12 травня) 1909, Москва — 29 травня 1978, Москва) — російський поет, прозаїк, літературний критик.
Жертва сталінського терору.

## Біографія
Зростав в інтелігентній сім'ї: батько — Йосиф Віталійович (Гедальйович) Домбровський, повірений присяги юдейського сповідання; мати — Лідія Олексіївна (урожд. Крайнєва), євангельсько-лютеранського сповідання, біолог.
У 1932 році Юрій Йосипович закінчив Вищі літературні курси. У 1933 році був арештований і висланий з Москви до Алма-Ати.
Другий арешт — в 1939 році: термін відбував в колимських таборах. У 1943 був достроково, у зв'язку інвалідністю, звільнений (повернувся до Алма-Ати). Працював в театрі. Читав курс лекцій про В. Шекспіра.
Третій арешт припав на 1949 рік. Місце вироку — Тайшетський Озерлаг. Після звільнення (1955 рік) жив в Алма-Аті, потім йому було дозволено прописатися в рідній Москві. Займався літературною роботою.
Фатальним для життя письменника твором виявився роман «Факультет непотрібних речей», початий у 1964 році. 1978 цей роман був надрукований російською мовою у Франції. У цьому ж році Юрій Осипович, якому тільки що виповнилося 69 років, був смертельно побитий недалеко від ресторану ЦДЛ. Помер в лікарні 29 травня 1978 року.

## Твори
1. «Державин», роман, 1939 рік.
2. «Обезьяна приходит за своим черепом» — роман, «Новый мир», Москва, 1963 рік.
3. «Хранитель древностей» — роман, «Новый мир», Москва, 1964 р.
4. «Художник Калмыков», 1970  р.
5. «Факультет ненужных вещей», перше видання в СРСР у 1989  р.
6. «Dark Lady » ( Смуглая леди ), надрукована у 1989  р.

## Екранізація творів
За мотивами його оповідання «Ручка, ножка, огуречик…» на Київській кіностудії ім. О. Довженка створено фільм «Мана» (1991).